# The Pest – Jagd auf das Chamäleon
The Pest – Jagd auf das Chamäleon (Originaltitel: The Pest; zu deutsch so viel wie „Die Nervensäge“) ist eine US-amerikanische Filmkomödie aus dem Jahr 1997. Die Hauptrolle wurde von John Leguizamo gespielt.

## Handlung
Der Puerto-Ricaner Pestario Vargas, von allen Pest genannt, ist ein Trickbetrüger und Verwandlungskünstler, der in Miami lebt. Auf Straßenfesten gibt er sich zum Beispiel als blinder Hütchenspieler aus. Des Weiteren arbeitet er bei einem chinesischen Lieferservice. Aus irgendeinem Grund hat Pest 50.000 US-Dollar Schulden bei der Schottenmafia, die deswegen hinter ihm her ist.
Aufgrund einer Verwechslung gelangt er zu dem reichen Deutschen Gustav Shanks. Dieser bietet ihm eine Art Stipendium an. Zuvor muss er aber einige körperliche Tests bestehen. Zum Abschluss wird er von Shanks zur „Hirschgansjagd“ auf seiner Privatinsel vor Miami eingeladen.
Im dortigen Landhaus angekommen, wird er von Shanks’ Sohn Himmel durch eine Falltür in das Zimmer darunter befördert. Dort muss Pest erkennen, dass nicht „Hirschgänse“, sondern er gejagt werden soll. Shanks, ein nationalsozialistisch eingestellter Charakter, hat es sich zum Hobby gemacht, Menschen aller Rassen und Nationalitäten zu jagen, seitdem er bereits jedes Tier der Erde erlegt hat. Pest als Latino fehlt noch in der Sammlung, auch wenn er zuerst nicht der ausgesuchte Kandidat war. Pest versucht sich herauszureden, aber Shanks stellt ihm 50.000 $ in Aussicht, wenn er 24 Stunden überlebt.
Nachdem Pest eingewilligt hat, beginnt die Jagd in den Wäldern der Insel. Als Himmel aus Versehen eine Rakete auf Pest schießt, hält ihn Shanks für tot. Wenig später taucht Pest am Landhaus auf und überredet Himmel mit zweideutigen Angeboten ihn zu begleiten. Auf dem Weg springt Pest vom inzwischen defekten Boot und schwimmt zurück nach Miami.
Die Jagd geht nun in dem abendlichen Miami weiter. Unterstützung erhält Pest von seinen Freunden Chubby und Ninja. Auch die Schottenmafia ist nun verstärkt hinter ihm her, da sie ihr Geld zurückhaben will. Ausgerechnet an diesem Abend muss sich Pest bei den Eltern seiner Freundin Xantha vorstellen. Aufgrund eines Peilsenders findet Shanks ihn und setzt alle bis auf ihn außer Gefecht, da Shanks die Munition des Betäubungsgewehrs ausgeht. Dies nutzt Pest zur Flucht. Es geht weiter durch das Nachtleben von Miami, wo sie in einem Club auf Himmel treffen, der sich mittlerweile von seinem Vater losgesagt hat. Ninja wird auf dem Weg als Pfand bei der Schottenmafia gelassen.
Shanks hat inzwischen Xantha und deren Familie entführt und verlangt von Pest, zu ihm zu kommen. Zusammen mit Chubby macht sich Pest auf dem Weg zum Treffpunkt, einem Schiff der Marine. Als Pest Shanks stellt, eröffnet der ihm, dass der Cocktail, den Pest vor der Jagd getrunken hat, vergiftet war. Mit der Demonstration eines Tanzes, „den man nicht könnte, wenn man vergiftet wurde“, bricht Pest zusammen. Shanks verzichtet auf den Kopf von Pest für seine Trophäensammlung, weil er ziemlich von Pest genervt ist.
Am nächsten Tag will Shanks sein Bankschließfach leeren, muss aber entdecken, dass es schon geleert wurde. In dem Moment erhält er von Pest einen Anruf, der ihm berichtet, dass er das Gift auf der Rückfahrt mit dem Boot wegen Seekrankheit „ausgekotzt“ habe. Shanks wird von der Polizei abgeführt. Draußen vor der Bank entdeckt er Pest, der sich als deutscher Botschafter ausgibt. Mit dem Geld wird Ninja ausgelöst und Pest macht sich mit ihm, Chubby, Xantha und Himmel davon.

## Verschiedenes
- Als motivische Vorlage diente dem Film die Kurzgeschichte The Most Dangerous Game von Richard Connell (1893–1949) aus dem Jahr 1924 bzw. der darauf basierende Film, der actionreiche Gruselklassiker Graf Zaroff – Genie des Bösen (The Most Dangerous Game) aus dem Jahr 1932.
- The Pest war ein kommerzieller Flop, denn er spielte nur 4 Millionen US-Dollar ein. Der Film hatte jedoch ein Budget von 17 Millionen US-Dollar.
- Trotz vorwiegend sehr schlechter Kritiken hat der Film heute einen gewissen Kultstatus und gilt als Geheimtipp.
- Die 2001 erschienene DVD ist in Deutschland nur sehr schwer erhältlich.